# Złoć polna
Złoć polna (Gagea villosa (M.Bieb.) Sweet) – gatunek rośliny z rodziny liliowatych (Liliaceae). 

## Rozmieszczenie geograficzne
Występuje w środkowej i południowej Europie, w rejonie Kaukazu, Azji Mniejszej i Bliskiego Wschodu oraz w północno-zachodniej Afryce. W Polsce rośnie głównie w zachodniej części kraju, poza tym nielicznie w pasie wyżyn.

## Morfologia

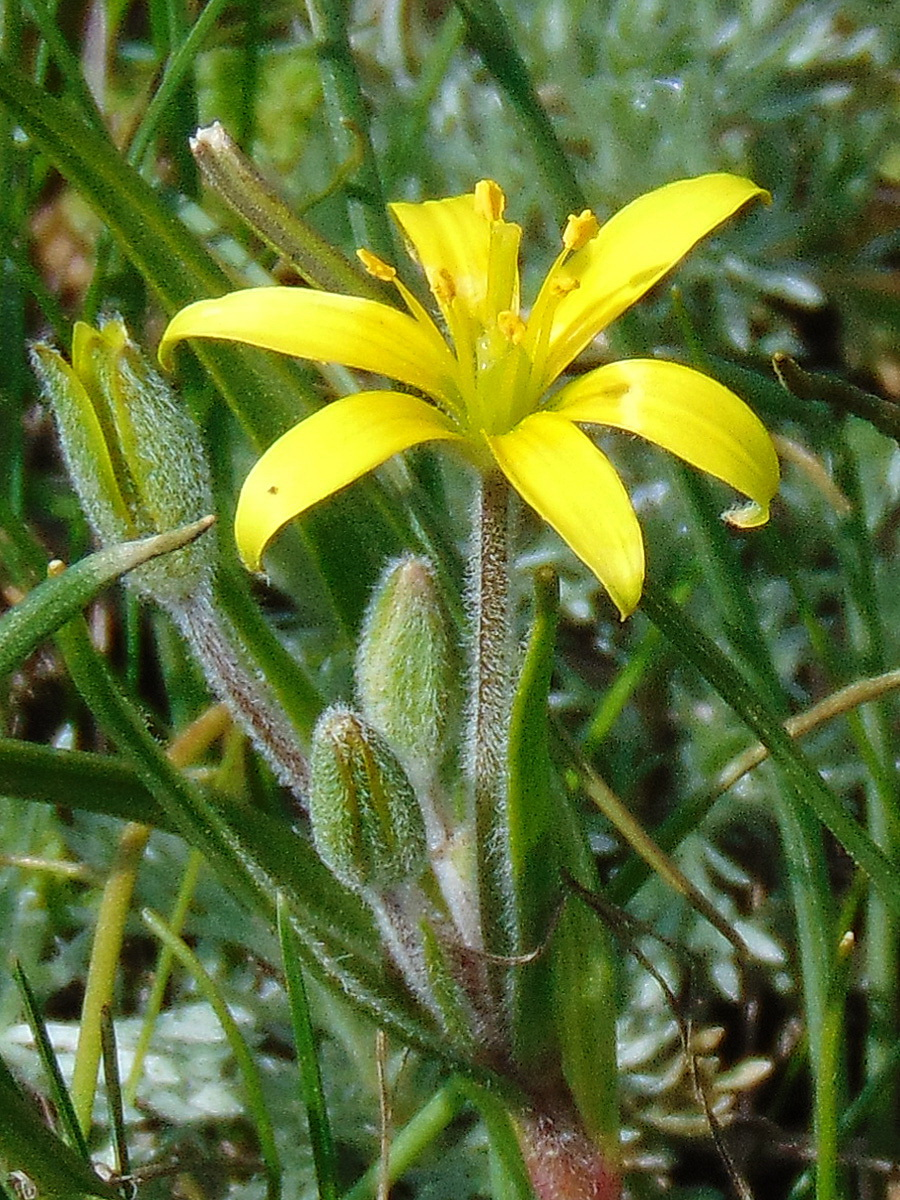
Kwiatostan

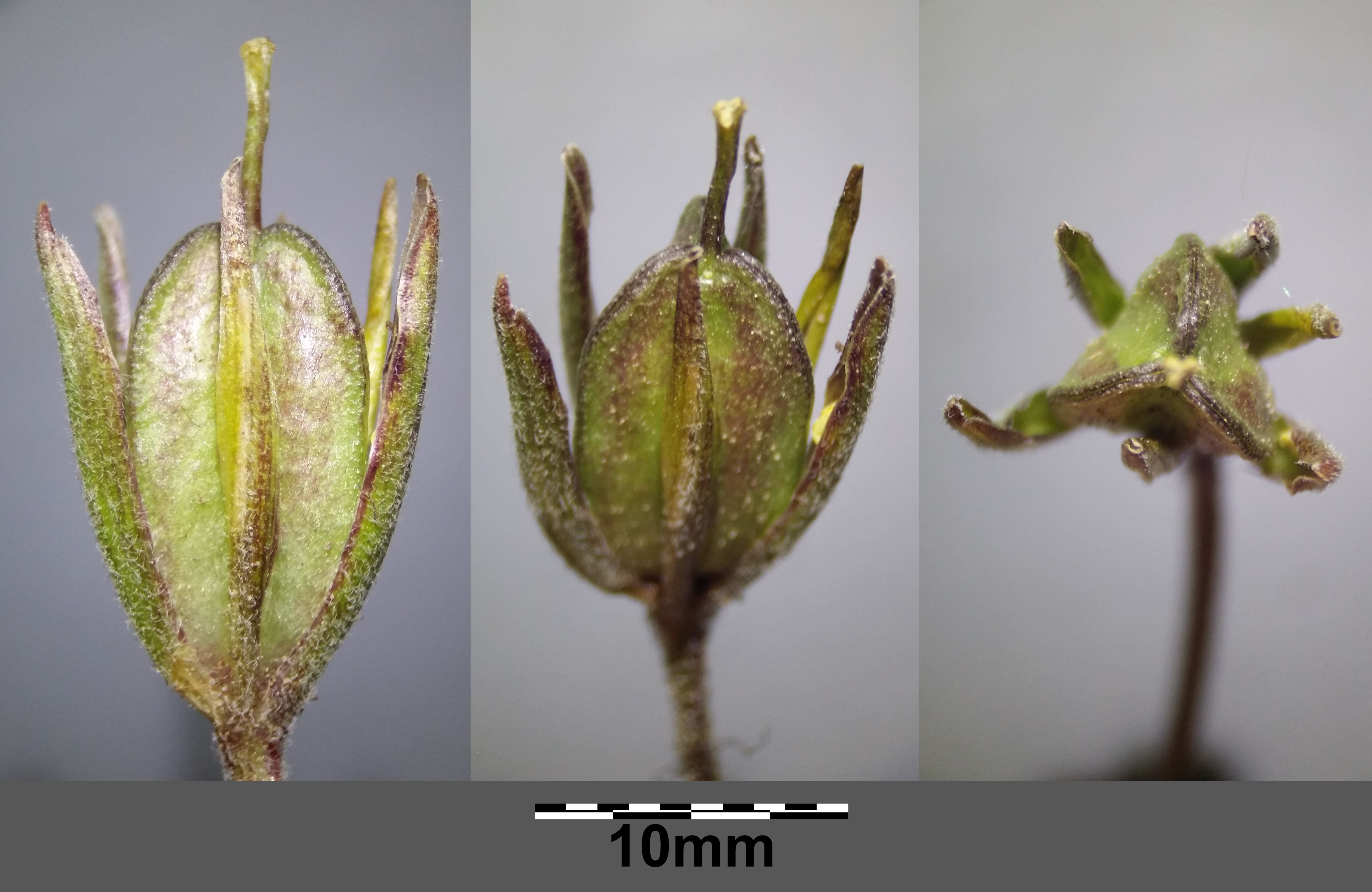
Owoc

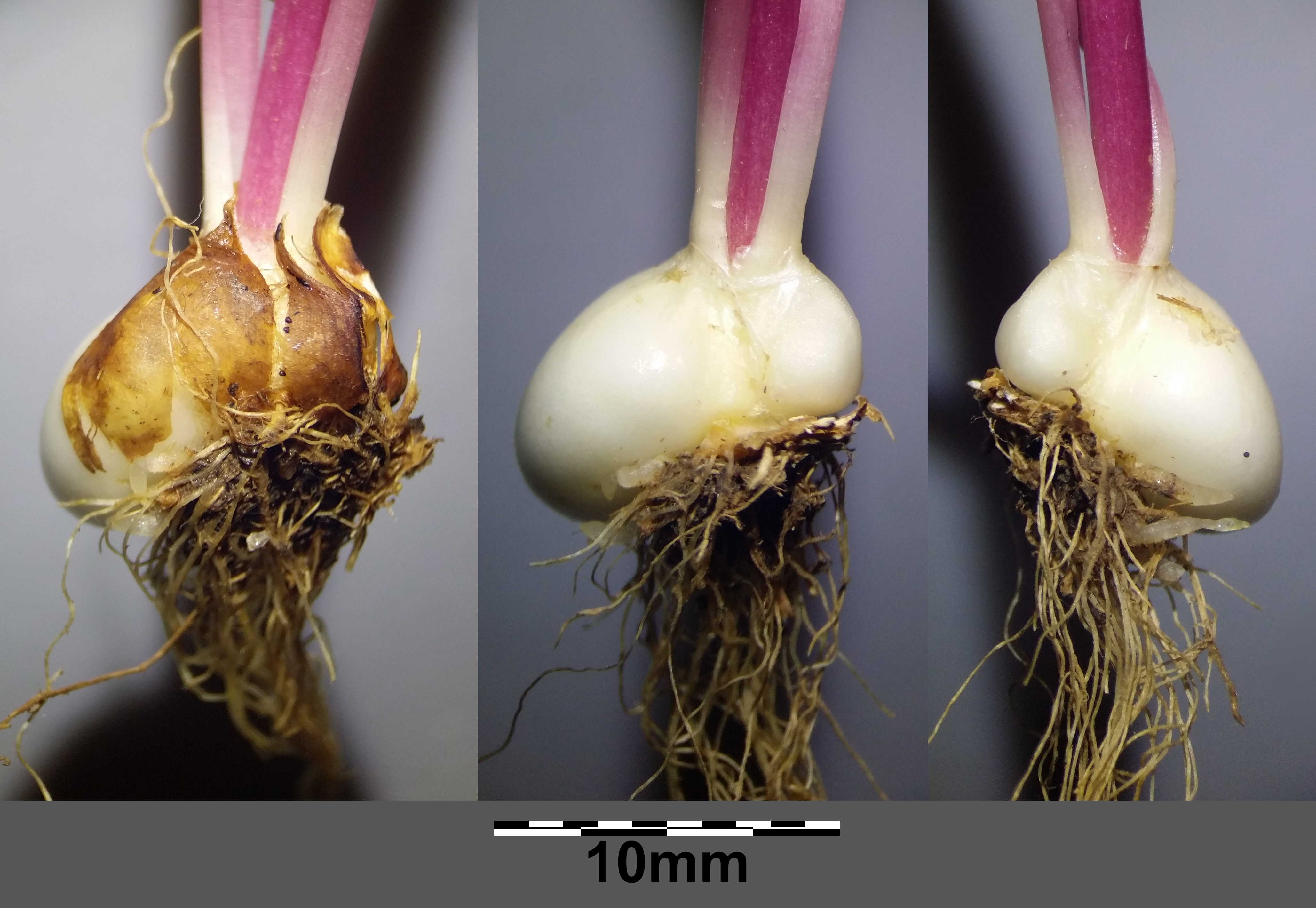
Cebule

CebulaObok cebuli głównej wewnątrz łupiny dwie cebule boczne.
ŁodygaDo 15 cm wysokości.
LiścieLiście odziomkowe równowąskie, rynienkowate, tępogrzebieniaste, ostro zakończone, wewnątrz pełne, do 2 mm szerokości. Dwa liście łodygowe lancetowate, owłosione na brzegu, do 1 cm szerokości.
KwiatyZebrane w kwiatostan 5–10-kwiatowy. Szypułki owłosione. Listki okwiatu żółte, od zewnątrz zielonawe lub zielowanoczerwone, lancetowate, tępe, od wewnątrz owłosione, do 1,5 cm długości.
OwoceKanciaste torebki trzykomorowe.

## Biologia i ekologia
Bylina, geofit. Kwitnie w marcu i kwietniu. Rośnie w miejscach suchych, nasłonecznionych, na glebach zasobnych w związku azotu, często też wapnia, zwykle piaszczystych. Spotykana jest na polach, miedzach, murawach.

## Zagrożenia i ochrona
Roślina umieszczona na Czerwonej liście roślin i grzybów Polski (2006) w grupie gatunków wymierających (kategoria zagrożenia: E). W wydaniu z 2016 roku otrzymała kategorię VU (narażony).